# ستيوارت بارنز (لاعب اتحاد الرغبي)
ستيوارت بارنز (بالإنجليزية: Stuart Barnes)‏ هو لاعب اتحاد الرغبي بريطاني، ولد في 22 نوفمبر 1962 في غرايز في المملكة المتحدة.